# Chlorotettix guerrerus
Chlorotettix guerrerus är en insektsart som beskrevs av Delong och Martinson 1974. Chlorotettix guerrerus ingår i släktet Chlorotettix och familjen dvärgstritar. Inga underarter finns listade i Catalogue of Life.